# 風をうけて
風をうけて (かぜを-)は、上戸彩の12枚目のシングルである。

## 解説
- 劇場版『金色のガッシュベル!! メカバルカンの来襲』のテーマソングとなった曲。

プロデュースはケツメイシのRyoji。なおコーラスも担当している。タイトルの「風をうけて」はRyojiの歌詞から上戸がイメージし付けられた。

## 収録曲
1. 風をうけて
作詞;RYOJI/作曲;RYOJI・NAOKI-T/編曲;NAOKI-T
2. 約束の場所
作詞;RYOJI/作曲;RYOJI・NAOKI-T/編曲;NAOKI-T
3. 夢のチカラ　～肩の力をぬいたmix～
作詞・作曲;高見沢俊彦/リミックス;Ryoji＆NAOKI-T
4. 風をうけて　－instrumental－
作詞;RYOJI/作曲;YOJI・NAOKI-T/編曲;NAOKI-T

## 収録アルバム
- License (#1,2)
- BEST OF UETOAYA -Single Collection- (#1)

## 参加ミュージシャン
風をうけて
- NAOKI-T（Guitars、Keyboards&Programming）
- 村石雅行（Drums）
- 山田裕之（Bass）
- 竹上良成（Sax）
- 小林太（Trumpet）
- 中川英二郎（Trombone）
- RYOJI from ケツメイシ（Chorus）

約束の場所
- NAOKI-T（Keyboards&Programming）
- 秋山浩徳（Guitars）
- 丹菊正和（Percussion）
- 龍（Chorus）